# Аксумбе (село)
Аксумбе (каз. Ақсүмбе) — село в Сузакском районе Туркестанской области Казахстана. Административный центр Каратауского сельского округа. Код КАТО — 515639100.
В окрестностях, к югу от села, расположена средневековая башня Акбикеш. На западной окраине села находится археологический памятник — городище Аксумбе.

## Население
В 1999 году население села составляло 420 человек (211 мужчин и 209 женщин). По данным переписи 2009 года, в селе проживало 380 человек (203 мужчины и 177 женщин).

## Известные уроженцы
- Султанбек Кожанов (1894—1938) — казахский советский общественно-политический и государственный деятель, учёный, публицист, редактор.